# Steve Bendelack
Steve Bendelack (* im 20. Jahrhundert) ist ein britischer Regisseur für Film und Fernsehen.

## Biografie
Steve Bendelack war zunächst Assistent von Peter Fluck und Roger Law bei dem satirisch Fernseh-Puppenspiel Spitting Image und wurde  später zum Regisseur der Sendung. Seitdem war er als Regisseur für zahlreiche Serien im britischen Fernsehen tätig, darunter The League of Gentlemen und Little Britain. Er produzierte kurzzeitig die Eröffnungsszene der 1990er-Ausgabe von Whose Line Is It Anyway?. Außerdem war er im Jahre 2003 Regisseur des BBC3-Pilotfilm der Serie The Mighty Boosh, wurde aber später durch Paul King ersetzt. Bendelack führte bisher bei drei Kinofilmen Regie, von denen Mr. Bean macht Ferien (2007) mit Rowan Atkinson international am bekanntesten ist.

## Regie (Auswahl)
Kino
- 2005: The League of Gentlemen’s Apocalypse
- 2007: Mr. Bean macht Ferien (Mr. Bean’s Holiday)
- 2013: The Harry Hill Movie

Fernsehen
- 1989–1994: Spitting Image (Fernsehserie, 17 Folgen)
- 1996–1998: Never Mind the Buzzcocks (Fernsehserie, 25 Folgen)
- 1999: The Royle Family (Fernsehserie, 7 Folgen)
- 1999–2002, 2017: The League of Gentlemen (Fernsehserie, 22 Folgen)
- 2001: Randall & Hopkirk – Detektei mit Geist (Randall & Hopkirk; Fernsehserie, 1 Folge)
- 2003: Little Britain (Fernsehserie, 9 Folgen)
- 2009: Cowards (Fernsehserie, 3 Folgen)
- 2011: Friday Night Dinner (Fernsehserie, 6 Folgen)
- 2012: Dead Boss (Fernsehserie, 5 Folgen)